# Kolonjë
Kolonjë es un municipio del condado de Korçë, en el sureste de Albania. Se creó en 2015 mediante la fusión de los antiguos municipios de Barmash, Çlirim, Ersekë, Leskovik, Mollas, Novoselë, Qendër Ersekë y Qendër Leskovik. El ayuntamiento tiene su sede en la villa de Ersekë. La población total es de 11 070 habitantes (censo de 2011), en un área total de 846.06 km².
Es fronterizo con la República Helénica, y tiene importantes minorías de griegos y arumanos. Sus límites son los del antiguo distrito de Kolonjë.